# Erasmus Smit
Erasmus Smit (Buiksloot, 2 augustus 1778 - Pietermaritzburg, 3 augustus 1863) was een Nederlandse zendeling in Zuid-Afrika en de eerste predikant van de Voortrekkers.

## Biografie
Smit werd opgevoed in het Aalmoezeniersweeshuis te Amsterdam. In 1801 werd hij door het Nederlandsch Zendeling Genootschap ingezegend en in oktober 1804 kwam hij aan in Kaapstad, waarna hij in Bethelsdorp te werk ging. In juli 1813 trad hij op 34-jarige leeftijd in het huwelijk met de 13-jarige Susanna Catherina Maritz. Hij stichtte een zendingsinstituut bij Torenberg (thans Colesberg) en werd op 15 september 1816 door het Londens Zendingsgenootschap bevoegd om niet-blanke bekeerlingen te bedienen. Daarna werkte hij achtereenvolgens in Kookfontein (nabij Beaufort-Wes), Stellenbosch, Olifantshoek (thans Alexandria) en Graaff-Reinet.
In 1 september 1836 verliet hij met de Voortrekkers van zijn zwager Gerrit Maritz de Kaapkolonie tijdens de Grote Trek. Als predikant zaaide hij verdeeldheid omdat hij ambtelijk slechts bevoegd was om niet-blanken te bedienen. Onder druk van Piet Retief werd Smit in 1837 alsnog aangesteld als eerste predikant van de afgesplitste Nederduits Hervormde Kerk. De dagboeken die hij en zijn vrouw bijhielden, behoren tot de belangrijkste documenten van de Grote Trek. 
Op 9 februari 1841 werd zijn positie overgenomen door de populairdere Amerikaanse missionaris Daniel Lindley. Hij woonde de rest van zijn leven in armoede in Pietermaritzburg met zijn echtgenote, waar hij op 3 augustus 1863 (een week na het overlijden van zijn vrouw) overleed. Hij ligt begraven in de Voortrekkersbegraafplaats van de stad.